# Proechinophthirus zumpti
Proechinophthirus zumpti är en insektsart som beskrevs av Werneck 1955. Proechinophthirus zumpti ingår i släktet Proechinophthirus och familjen sällöss. Inga underarter finns listade i Catalogue of Life.